# Кубок Мексики з футболу
Кубок Мексики з футболу (ісп. Copa MX) — щорічний кубковий турнір, який проводиться серед мексиканських футбольних клубів з перервами з 1907 року. Перемоги в кубках аматорської епохи мексиканського футболу враховуються окремо від професіональної.

## Аматорська епоха
Перший кубковий турнір, кубок Тауера (ісп. Copa Tower), був заснований у 1907 році. Його змінив у 1919 році кубок Елімінаторія (ісп. Copa Eliminatoria), в якому брали участь лише клуби з ліги Мехіко. З 1932 року проводиться кубок Мексики (ісп. Copa México). Найбільше перемог у турнірі здобув «Астуріас» — 8 разів.

### Фінали
| Назва турніру      | Сезон                     | Володар кубка               | Рахунок                   | Фіналіст                  |
| ------------------ | ------------------------- | --------------------------- | ------------------------- | ------------------------- |
| Кубок Тауера       | 1907/08                   | «Пачука АК»                 | 4-0                       | «Реформа АК» (Мехіко)     |
| Кубок Тауера       | 1908/09                   | «Реформа АК» (Мехіко)       | 3-2                       | «Мексика ФК»              |
| Кубок Тауера       | 1909/10                   | «Реформа АК» (Мехіко)       | 3-1                       | «Астуріас» (Мехіко)       |
| Кубок Тауера       | 1910/11                   | «Британський клуб» (Мехіко) | 2-1                       | «Реал Еспанья» (Мехіко)   |
| Кубок Тауера       | 1911/12                   | «Пачука АК»                 | 4-0                       | «Реформа АК» (Мехіко)     |
| Кубок Тауера       | В 1912—1913 не проводився |                             |                           |                           |
| Кубок Тауера       | 1913/14                   | «Мексика ФК»                | 3-0                       | «Астуріас» (Мехіко)       |
| Кубок Тауера       | 1914/15                   | «Реал Еспанья» (Мехіко)     | 4-2                       | «Астуріас» (Мехіко)       |
| Кубок Тауера       | 1915/16                   | «Роверс ФК» (Мехіко)        | 3-1                       | «Реал Еспанья» (Мехіко)   |
| Кубок Тауера       | 1916/17                   | «Реал Еспанья» (Мехіко)     | 5-1                       | «Мексика ФК»              |
| Кубок Тауера       | 1917/18                   | «Реал Еспанья» (Мехіко)     | 3-1                       | «Пачука АК»               |
| Кубок Тауера       | 1918/19                   | «Реал Еспанья» (Мехіко)     | 3-0                       | «Астуріас» (Мехіко)       |
| Кубок Елімінаторія | В 1919—1920 не проводився | В 1919—1920 не проводився   | В 1919—1920 не проводився | В 1919—1920 не проводився |
| Кубок Елімінаторія | 1920/21                   | «Мексика ФК»                | 4-2                       | «Пачука АК»               |
| Кубок Елімінаторія | 1921/22                   | «Астуріас» (Мехіко)         | 4-1                       | «Реал Еспанья» (Мехіко)   |
| Кубок Елімінаторія | 1922/23                   | «Астуріас» (Мехіко)         | 3-0                       | «Реал Еспанья» (Мехіко)   |
| Кубок Елімінаторія | 1923/24                   | «Астуріас» (Мехіко)         | 5-3                       | «Реформа АК» (Мехіко)     |
| Кубок Елімінаторія | 1924/25                   | «Некакса» (Мехіко)          | 3-2                       | «Астуріас» (Мехіко)       |
| Кубок Елімінаторія | 1925/26                   | «Некакса» (Мехіко)          | 4-2                       | «Реал Еспанья» (Мехіко)   |
| Кубок Елімінаторія | В 1926—1932 не проводився |                             |                           |                           |
| Кубок Мексики      | 1932/33                   | «Некакса» (Мехіко)          | 3-1                       | «Німеччина ФК»            |
| Кубок Мексики      | 1933/34                   | «Астуріас» (Мехіко)         | 4-1                       | «Америка» (Мехіко)        |
| Кубок Мексики      | В 1934—1935 не проводився |                             |                           |                           |
| Кубок Мексики      | 1935/36                   | «Некакса» (Мехіко)          | 2-1                       | «Астуріас» (Мехіко)       |
| Кубок Мексики      | 1936/37                   | «Астуріас» (Мехіко)         | 5-3                       | «Америка» (Мехіко)        |
| Кубок Мексики      | 1937/38                   | «Америка» (Мехіко)          | 3-1                       | «Реал Еспанья» (Мехіко)   |
| Кубок Мексики      | 1938/39                   | «Астуріас» (Мехіко)         | 4-3                       | «Реал Еспанья» (Мехіко)   |
| Кубок Мексики      | 1939/40                   | «Астуріас» (Мехіко)         | 1-0                       | «Некакса» (Мехіко)        |
| Кубок Мексики      | 1940/41                   | «Астуріас» (Мехіко)         | 2-2                       | «Реал Еспанья» (Мехіко)   |
| Кубок Мексики      | 1941/42                   | «Атланте» (Мехіко)          | 5-0                       | «Некакса» (Мехіко)        |
| Кубок Мексики      | 1942/43                   | «Монтесума» (Орісаба)       | 5-3                       | «Атланте» (Мехіко)        |

### Досягнення клубів
| Титули | Клуб               | Місто             | Переможні сезони                               |
| ------ | ------------------ | ----------------- | ---------------------------------------------- |
| 8      | «Астуріас»         | Мехіко            | 1922, 1923, 1924, 1934, 1937, 1939, 1940, 1941 |
| 4      | «Реал Еспанья»     | Мехіко            | 1915, 1917, 1918, 1919                         |
| 4      | «Некакса»          | Мехіко            | 1925, 1926, 1933, 1936                         |
| 2      | «Пачука АК»        | Пачука, Ідальго   | 1908, 1912                                     |
| 2      | «Реформа АК»       | Мехіко            | 1909, 1910                                     |
| 2      | «Мексика ФК»       | Мехіко            | 1914, 1921                                     |
| 1      | «Британський клуб» | Мехіко            | 1911                                           |
| 1      | «Роверс ФК»        | Мехіко            | 1916                                           |
| 1      | «Америка»          | Мехіко            | 1938                                           |
| 1      | «Атланте»          | Мехіко            | 1942                                           |
| 1      | «Монтесума»        | Орісаба, Веракрус | 1943                                           |

## Професіональна епоха
В 1943 році турнір кубка ввійшов у професійну епоху і розігрувався між представниками Ліги Майор (вищого дивізіону). Починаючи з 1950 року в турнірі також стали брати участь команди другого дивізіону, за винятком сезонів 1956/57, 1963/64, 1994/95 і 1995/96.
В 1970-90-х роках кубок Мексики проводився не регулярно. Проте остаточний занепад турніру розпочався після сезону 1995/96, коли чемпіонат Мексики було переведено на новий формат, розділивши його на два коротких сезони — Апертуру і Клаусуру з міні-турнірами плей-оф. Після цих змін вболівальники стали втрачати інтерес до тривалої кругової системи розіграшу кубка, який тривав цілий рік. Крім того, у 1997 році було оголошено, що мексиканські клуби зможуть брати участь в Кубку Лібертадорес починаючи з 1998 року. Розклад матчів стало настільки напруженим, що Федерація футболу Мексики вирішила призупинити турнір Кубка Мексики на невизначений час.
Найбільше перемог у турнірі здобули «Леон» та «Америка» — по 5 разів.

### Фінали
| Сезон                     | Володар кубка               | Рахунок      | Фіналіст                       |
| ------------------------- | --------------------------- | ------------ | ------------------------------ |
| 1943/44                   | «Реал Еспанья» (Мехіко)     | 6-2          | «Атланте» (Мехіко)             |
| 1944/45                   | «Пуебла»                    | 6-4          | «Америка» (Мехіко)             |
| 1945/46                   | «Атлас» (Гвадалахара)       | 5-4          | «Атланте» (Мехіко)             |
| 1946/47                   | «Монтесума» (Орісаба)       | 4-3          | «Депортіво Оро» (Гвадалахара)  |
| 1947/48                   | «Веракрус»                  | 3-1          | «Гвадалахара»                  |
| 1948/49                   | «Леон»                      | 3-0          | «Атланте» (Мехіко)             |
| 1949/50                   | «Атлас» (Гвадалахара)       | 3-1          | «Веракрус»                     |
| 1950/51                   | «Атланте» (Мехіко)          | 1-0          | «Гвадалахара»                  |
| 1951/52                   | «Атланте» (Мехіко)          | 2-0          | «Пуебла»                       |
| 1952/53                   | «Пуебла»                    | 4-1          | «Леон»                         |
| 1953/54                   | «Америка» (Мехіко)          | 1-1 (п.3-2)  | «Гвадалахара»                  |
| 1954/55                   | «Америка» (Мехіко)          | 1-0          | «Гвадалахара»                  |
| 1955/56                   | «Толука»                    | 2-1          | «Ірапуато»                     |
| 1956/57                   | «Сакатепек»                 | 2-1          | «Леон»                         |
| 1957/58                   | «Леон»                      | 5-2          | «Сакатепек»                    |
| 1958/59                   | «Сакатепек»                 | 2-1          | «Леон»                         |
| 1959/60                   | «Некакса» (Мехіко)          | 2-2 (п.10-9) | «Тампіко Мадеро»               |
| 1960/61                   | «Тампіко Мадеро»            | 1-0          | «Толука»                       |
| 1961/62                   | «Атлас» (Гвадалахара)       | 3-3, 1-0     | «Тампіко Мадеро»               |
| 1962/63                   | «Гвадалахара»               | 2-1          | «Атланте» (Мехіко)             |
| 1963/64                   | «Америка» (Мехіко)          | 1-1 (п.5-4)  | «Монтеррей»                    |
| 1964/65                   | «Америка» (Мехіко)          | 4-0          | «Монаркас» (Морелія)           |
| 1965/66                   | «Некакса» (Мехіко)          | 3-3, 1-0     | «Леон»                         |
| 1966/67                   | «Леон»                      | 2-1          | «Гвадалахара»                  |
| 1967/68                   | «Атлас» (Гвадалахара)       | 2-1          | «Веракрус»                     |
| 1968/69                   | «Крус Асуль» (Мехіко)       | 2-1          | «Монтеррей»                    |
| 1969/70                   | «Гвадалахара»               | 3-2, 2-1     | «Торреон»                      |
| 1970/71                   | «Леон»                      | 0-0 (п.10-9) | «Сакатепек»                    |
| 1971/72                   | «Леон»                      | [ 3 ]        | «Пуебла»                       |
| В 1972—1973 не проводився |                             |              |                                |
| 1973/74                   | «Америка» (Мехіко)          | 2-1, 1-1     | «Крус Асуль» (Мехіко)          |
| 1974/75                   | «УНАМ Пумас» (Мехіко)       | [ 3 ]        | «Універсідад» (Гвадалахара)    |
| 1975/76                   | «УАНЛ Тигрес» (Монтеррей)   | 2-0, 1-2     | «Америка» (Мехіко)             |
| В 1976—1987 не проводився |                             |              |                                |
| 1987/88                   | «Пуебла»                    | 0-0, 1-1     | «Крус Асуль» (Мехіко)          |
| 1988/89                   | «Толука»                    | 2-1, 1-1     | «Універсідад» (Гвадалахара)    |
| 1989/90                   | «Пуебла»                    | 4-1, 0-2     | «УАНЛ Тигрес» (Монтеррей)      |
| 1990/91                   | «Універсідад» (Гвадалахара) | 1-0, 0-0     | «Америка» (Мехіко)             |
| 1991/92                   | «Монтеррей»                 | 4-2          | «Кобрас» (Сьюдад-Хуарес)       |
| В 1992—1994 не проводився |                             |              |                                |
| 1994/95                   | «Некакса» (Мехіко)          | 2-0          | «Веракрус»                     |
| 1995/96                   | «УАНЛ Тигрес» (Монтеррей)   | 1-1, 1-0     | «Атлас» (Гвадалахара)          |
| 1996/97                   | «Крус Асуль» (Мехіко)       | 2-0          | «Торос Неса» (Несауалькойотль) |

### Досягнення клубів
| Титули | Клуб             | Місто               | Переможні сезони             |
| ------ | ---------------- | ------------------- | ---------------------------- |
| 5      | «Леон»           | Леон                | 1949, 1958, 1967, 1971, 1972 |
| 5      | «Америка»        | Мехіко              | 1954, 1955, 1964, 1965, 1974 |
| 4      | «Атлас»          | Гвадалахара         | 1946, 1950, 1962, 1968       |
| 4      | «Пуебла»         | Пуебла              | 1945, 1953, 1988, 1990       |
| 3      | «Некакса»        | Мехіко              | 1960, 1966, 1995             |
| 2      | «Атланте»        | Мехіко              | 1951, 1952                   |
| 2      | «Сакатепек»      | Сакатепек, Морелос  | 1957, 1959                   |
| 2      | «Гвадалахара»    | Гвадалахара         | 1963, 1970                   |
| 2      | «Толука»         | Толука, Мехіко      | 1956, 1989                   |
| 2      | «Крус Асуль»     | Мехіко              | 1969, 1997                   |
| 2      | «УАНЛ Тигрес»    | Монтеррей           | 1976, 1996                   |
| 1      | «Реал Еспанья»   | Мехіко              | 1944                         |
| 1      | «Монтесума»      | Орісаба, Веракрус   | 1947                         |
| 1      | «Веракрус»       | Веракрус, Веракрус  | 1948                         |
| 1      | «Тампіко Мадеро» | Тампіко, Тамауліпас | 1961                         |
| 1      | «УНАМ Пумас»     | Мехіко              | 1975                         |
| 1      | «Універсідад»    | Гвадалахара         | 1991                         |
| 1      | «Монтеррей»      | Монтеррей           | 1992                         |

## Copa MX
У 2012 році новий президент Ліги МХ, Десіо де Марія Серрано, оголосив про відродження Кубка Мексики. Також як і чемпіонат ліги, Кубок Мексики став розділений на короткі турніри Апертури і Клаусури. У змаганні беруть участь команди Ліги МХ (вищий дивізіон) і Ассенсо МХ (другий дивізіон). Відроджений турнір поставив перед собою наступні цілі — створення додаткового турніру, що сприяє розвитку молодих гравців, заохочення змагання між клубами вищого і другого дивізіонів та надання вболівальникам свіжого альтернативого змагання.
| Рік           | Чемпіон               | Рахунок       | Фіналіст            | Тренер                 |
| ------------- | --------------------- | ------------- | ------------------- | ---------------------- |
| Апертура 2012 | Дорадос де Сіналоа    | 2:2, 5:4 пен. | Коррекамінос УАТ    | Пако Рамірес           |
| Клаусура 2013 | Крус Асуль            | 0:0, 4:2 пен. | Атланте (Канкун)    | Гільєрмо Васкес        |
| Апертура 2013 | Монаркас (Морелія)    | 3:3, 3:1 пен. | Атлас (Гвадалахара) | Карлос Бустос          |
| Клаусура 2014 | УАНЛ Тигрес           | 3:0           | Алебріхес де Оахака | Рікардо Ферретті       |
| Апертура 2014 | Сантос Лагуна         | 2:2, 4:2 пен. | Пуебла              | Педру Кайшинья         |
| Клаусура 2015 | Пуебла                | 4:2           | Гвадалахара         | Хосе Гвадалупе Крус    |
| Апертура 2015 | Гвадалахара           | 1:0           | Леон                | Матіас Алмейда         |
| Клаусура 2016 | Веракрус              | 4:1           | Некакса             | Карлос Рейносо         |
| Апертура 2016 | Керетаро              | 0:0, 3:2 пен. | Гвадалахара         | Віктор Мануель Вусетіч |
| Клаусура 2017 | Гвадалахара           | 0:0, 3:1 пен. | Монаркас (Морелія)  | Матіас Алмейда         |
| Апертура 2017 | Монтеррей             | 1:0           | Пачука              | Антоніо Мохамед        |
| Клаусура 2018 | Некакса               | 1:0           | Толука              | Ігнасіо Амбріс         |
| Апертура 2018 | Крус Асуль            | 2:0           | Монтеррей           | Педру Кайшинья         |
| Клаусура 2019 | Клуб Америка (Мехіко) | 1:0           | Хуарес              | Мігель Еррера          |
| 2019–20       | Монтеррей             | 2:1           | Тіхуана             | Антоніо Мохамед        |